# Guy Hermier
Guy Hermier (* 22. Februar 1940 in Créteil; † 28. Juli 2001 in Marseille) war ein französischer Politiker. Von 1978 bis 2001 war er Abgeordneter der Nationalversammlung.
Hermier, der nahe Paris geboren wurde, besuchte zuerst in Nîmes die Schule, machte sein Abitur aber in Montpellier, wo er auch studierte. Während des Studiums schloss er sich einer kommunistischen Bewegung an. Nach Abschluss des Studiums wurde er Lehrer für Geisteswissenschaften. 1967 wurde er Mitglied des Zentralkomitees der Parti communiste français und 1973 zum Mitglied des Politbüros. 1977 ging er nach Marseille, wo er 1978 im vierten Wahlkreis des Départements Bouches-du-Rhône in die Nationalversammlung gewählt wurde. Im selben Jahr zog er in den Regionalrat der Region Provence-Alpes-Côte d’Azur ein, dessen Mitglied er bis 1998 blieb. Als Mitglied der Nationalversammlung, deren Vizepräsident er von 1992 bis 1993 war, wurde er insgesamt fünfmal wiedergewählt. Hermier starb 2001 vor Ablauf seines Mandats.